# Бев (место у Француској)
Бев (фр. Baives) насеље је и општина у североисточној Француској у региону Север-Па д Кале, у департману Север која припада префектури Авне сир Елп.
По подацима из 2011. године у општини је живело 159 становника, а густина насељености је износила 19,92 становника/km². Општина се простире на површини од 7,98 km². Налази се на средњој надморској висини од 250 метара (максималној 239 m, а минималној 184 m).

## Демографија
| 1962. | 1968. | 1975. | 1982. | 1990. | 1999. | 2011. |
| ----- | ----- | ----- | ----- | ----- | ----- | ----- |
| 180   | 193   | 151   | 123   | 129   | 141   | 159   |

График промене броја становника у току последњих година